# Dolomedes annulatus
Espèce
Dolomedes annulatus est une espèce d'araignées aranéomorphes de la famille des Dolomedidae.

## Distribution
Cette espèce est endémique des Philippines. Elle se rencontre vers Manille.

## Systématique et taxinomie
Cette espèce a été décrite par Simon en 1877.

## Publication originale
- Simon, 1877 : « Études arachnologiques. 5e Mémoire. IX. Arachnides recueillis aux îles Philippines par MM. G. A. Baer et Laglaise. » Annales de la Société Entomologique de France, sér. 5, vol. 7, p. 53-96 (texte intégral).